# Operazioni aeree nella guerra d'inverno
Le operazioni aeree nella guerra d'inverno videro scontrarsi le aviazioni militari delle due nazioni impegnate nel conflitto: Finlandia e Unione Sovietica. La superiorità in fatto di addestramento diede ai piloti finlandesi la possibilità di ottenere numerosi successi contro gli avversari sovietici, almeno fino a quando questi non adottarono nuove tattiche figlie degli errori e dell'esperienza maturata nei cieli. La potenza sovietica in mezzi e uomini alla fine prevalse sull'aeronautica finlandese che, nonostante gli aiuti militari forniti da paesi come Francia, Svezia e Regno Unito, fu in ultimo sconfitta.

## Situazione generale
La firma del patto Molotov-Ribbentrop con la Germania nazista nell'agosto 1939 diede mano libera all'Unione Sovietica per estendere la propria zona d'influenza politico-militare nei Paesi baltici, in Polonia e in Finlandia. L'URSS entrò in Polonia dopo che la Wehrmacht aveva invaso il paese a partire dal 1º settembre, e ben presto chiese ai Paesi baltici di poter usufruire di basi aeronavali. Alla Finlandia, invece, il governo sovietico cercò di strappare per via negoziale parte dell'istmo di Carelia, alcune isole nel golfo di Finlandia e altri territori minori in cambio della cessione dei distretti di Repola e Porajärvi nella Carelia sovietica. Il rifiuto finlandese portò i sovietici a rompere i rapporti diplomatici il 28 novembre e due giorni dopo ad attaccare il paese.

## Forze in campo

### Finlandia
L'aeronautica militare finlandese (Suomen ilmavoimat) fu creata ufficialmente come arma indipendente nel 1928 ma soffrì di una cronica carenza di fondi e di scarsa considerazione da parte degli stati maggiori militari dominati da ufficiali dell'esercito e della marina. A capo dell'aviazione fu posto il generale Jarl F. Lundqvist, proveniente dall'artiglieria e la cui predilezione per le forze da bombardamento e da pattugliamento marittimo impedì una reale modernizzazione delle forze da caccia. Comunque, grazie all'opera di uomini come il colonnello Richard Julus Lorentz e il capitano Gustaf Erik Magnusson, i piloti da caccia finlandesi avevano un eccellente addestramento, gli aerei erano forniti di radio e l'Ilmavoimat era stata la prima aviazione militare ad adottare la più flessibile ed efficace formazione su due caccia (leader e gregario) in luogo di quella su tre aerei allora universalmente in uso. In mancanza del radar, era stata creata un'efficiente rete di avvistamento tramite osservatori a terra e l'aviazione era preparata ad operare, nelle difficili condizioni operative dell'inverno nordico, con grande mobilità degli impianti a terra, avvalendosi di veicoli su cui erano caricate parti di ricambio, munizioni, attrezzature e quant'altro occorresse per la manutenzione dei velivoli.

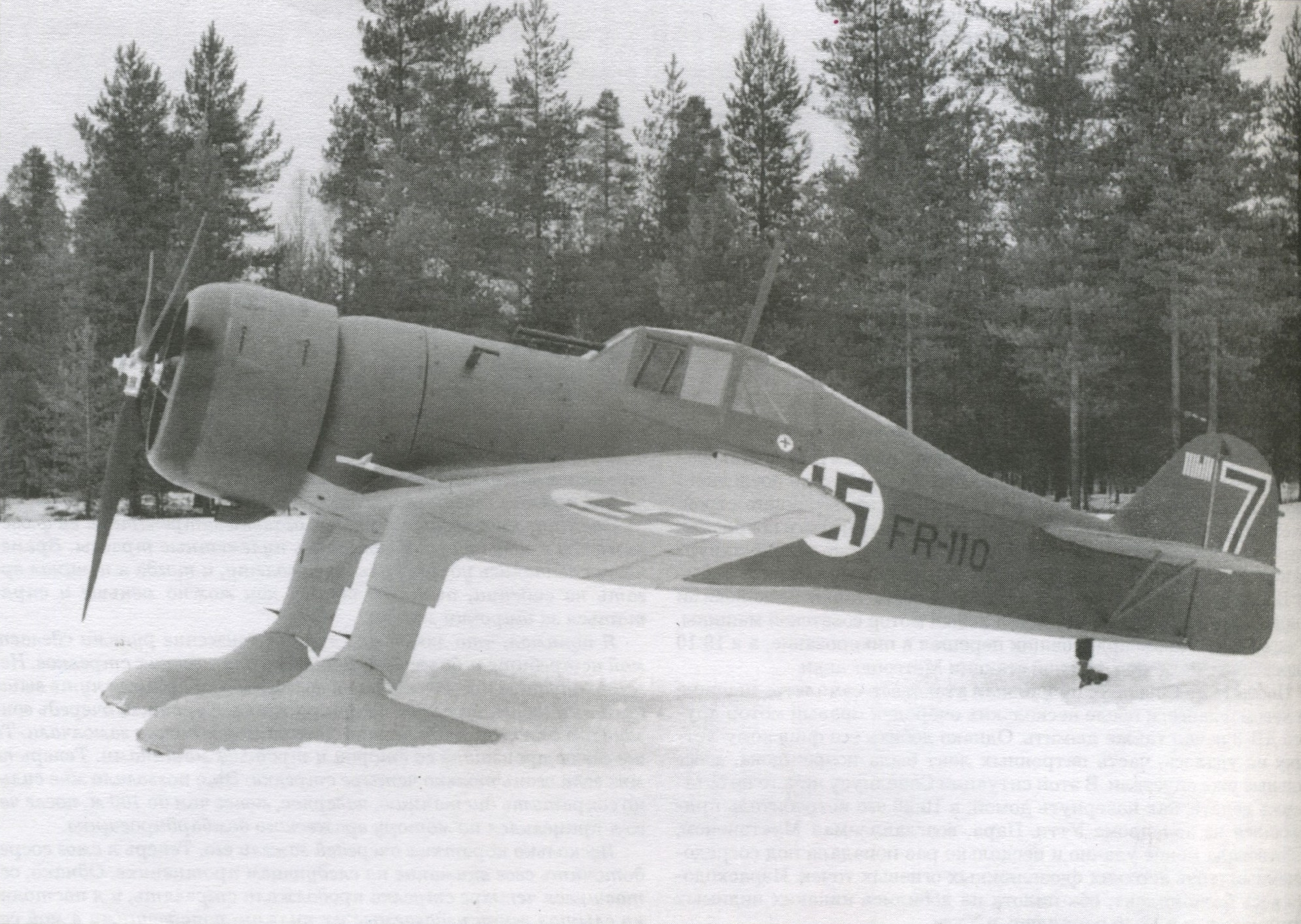
Fokker D.XXI dell'aviazione militare finlandese

Nel novembre 1939 l'Ilmavoimat disponeva di 145 aerei, di cui 114 operativi. I velivoli di punta erano rappresentati da 14 Bristol Blenheim (bombardiere leggero bimotore capace di una velocità di 418 km/h), dei due reparti da bombardamento LeLv 44 e 46, e da 41 caccia Fokker D.XXI, un monoplano ad ala bassa con carrello fisso e abitacolo chiuso capace di 446 km/h a 2 740 metri, armato con quattro mitragliatrici MC M36 calibro 7,92 mm: sette erano stati acquistati direttamente dalla ditta olandese, i restanti erano stati costruiti su licenza dalla Fabbrica Nazionale Aeronautica di Tampere. A questi aerei si aggiungevano 10 caccia biplani Bristol Bulldog (due mitragliatrici calibro 7,7 mm e 280 km/h di velocità), pochi antiquati ricognitori Fokker C.V e C.X e alcuni idrovolanti Blackburn Ripon e Junkers K 43. In Italia erano stati ordinati 35 caccia Fiat G.50 (monoplano ad ala bassa, con carrello retrattile e abitacolo aperto, armato con due mitragliatrici calibro 12,7 mm e capace di 472 km/h) ma nessuno di essi era ancora stato consegnato.

### Unione Sovietica
Le forze aeree sovietiche (Voenno-vozdušnye sily – VVS) impiegate contro la Finlandia schieravano un totale di circa 2318 aerei, di cui 1044 caccia e 855 bombardieri, di base in Estonia o dislocati fra l'estremo nord e il golfo di Finlandia. A questi andavano aggiunti i velivoli dell'Aviazione navale sovietica. Fonti sovietiche parlano invece di 3253 aerei disponibili per la guerra d'inverno. I velivoli sovietici comprendevano Tupolev SB-2 (bombardiere leggero bimotore, 424 km/h e 600 kg di bombe) e Ilyushin DB-3 (bombardiere medio bimotore a largo raggio, 390 km/h e 1000 kg di bombe), caccia Polikarpov I-15 (biplano armato con due mitragliatrici calibro 7,62 mm e capace di 346 km/h a 5000 metri), Polikarpov I-153 (sviluppo dell'I-15 con carrello retrattile e ala superiore a gabbiano invertito, 415 km/h col motore Shvetsov M-25 dell'I-15 e 444 km/h col più potente M-62 da 1100 CV), e I-16 (monoplano ad ala bassa con carrello retrattile, due mitragliatrici ShKAS calibro 7,62 mm e una velocità massima di 455 km/h a 3000 metri di quota), e ricognitori e bombardieri tattici biplani Polikarpov R-5.

## Le operazioni aeree

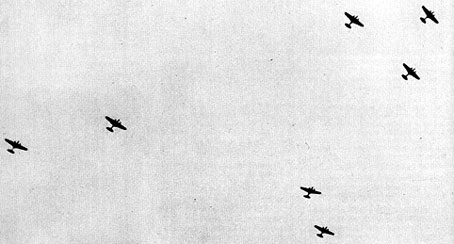
30 novembre 1939: bombardieri sovietici Tupolev SB-2 fotografati sopra Helsinki

Il 30 novembre 1939, alle 09:42, i bombardieri sovietici attaccarono Viipuri, cogliendo la caccia finlandese di sorpresa. Nello stesso giorno, coperti dal cielo nuvoloso, otto bombardieri sovietici diretti sul porto e sui depositi di combustibile vicino a Helsinki, mancarono l'obiettivo e colpirono invece la città, uccidendo circa cento civili provocando lo sdegno internazionale. Le bombe sovietiche vennero ironicamente battezzate dai finlandesi "ceste del pane di Molotov", dopo che il commissario agli esteri sovietico aveva dichiarato alla radio che la VVS aveva gettato pane su Helsinki, dove la gente moriva di fame. Per economizzare le forze disponibili e per evitare di confrontarsi con gli agili biplani sovietici, ai piloti finlandesi fu raccomandato di attaccare preferibilmente i bombardieri, ingaggiando battaglia con i caccia nemici solo quando strettamente necessario o per proteggere i propri bombardieri e ricognitori. L'indomani si ebbe il primo scontro aereo: il tenente Eino Luukkanen, ai comandi di un Fokker D.XXI, intercettò sopra Koljola due Tupolev SB-2 e ne abbatté uno. Entro le 15:00 di quel giorno la Lentolaivue 24 (LLv 24) del capitano Magnusson, la squadriglia di punta della caccia finlandese, aveva abbattuto undici Tupolev (otto del 41º SBAP e tre del 24º SBAP).

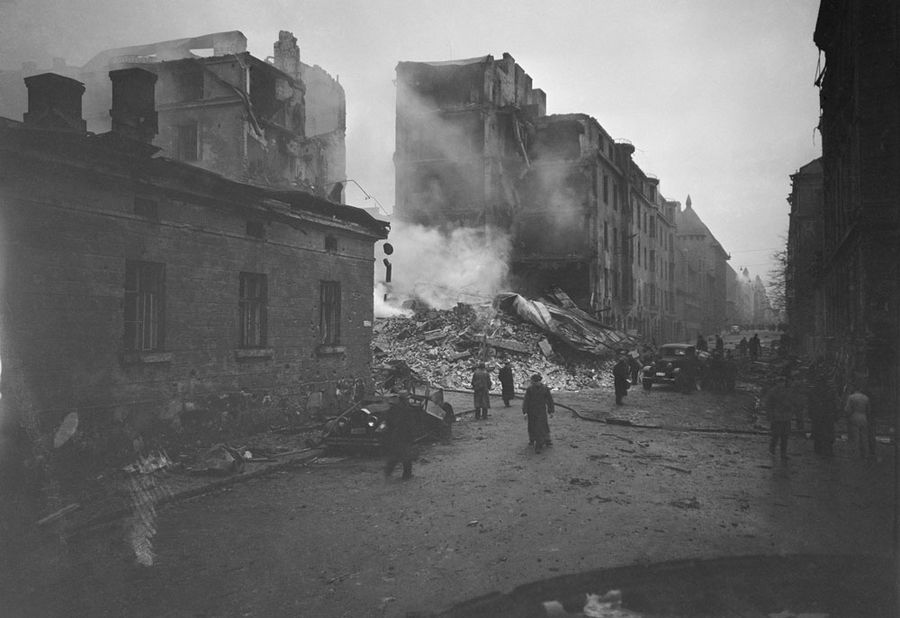
Edifici distrutti a Helsinki dopo un bombardamento sovietico

Intanto, in soccorso della Finlandia, stavano arrivando aiuti dall'estero: la Svezia fornì — su base volontaria — dodici Gloster Gladiator II (biplani a cabina di pilotaggio chiusa armati con quattro mitragliatrici calibro 7,7 mm e capaci di 407 km/h a 4400 metri di quota) e quattro Hawker Hart (vecchio bombardiere leggero monomotore biplano che volava a 300 km/h), pari a circa un terzo della caccia a disposizione dell'aeronautica svedese, con personale di volo e di terra inquadrati nella Flygflottilj 19 (19º reggimento aereo – F19) comandata dal maggiore Hugo Beckhammar. L'F19 arrivò il 10 gennaio 1940 a Kemi, in Lapponia, ed ebbe il suo battesimo del fuoco due giorni dopo, quando gli Hawker Hart attaccarono la base del 145º IAP a Märkäjärvi, protetti dalla scorta fornita dai Gladiator; durante il ritorno un Hart venne abbattuto dai caccia sovietici, che a loro volta persero un biplano I-15, prima vittoria aerea svedese del conflitto. I piloti svedesi portarono a termine 464 sortite in 62 giorni, perdendo sei aerei, di cui cinque in combattimento, e accreditandosi della distruzione di otto aerei sovietici (più altri dodici probabili), incluso un quadrimotore Tupolev TB-3 abbattuto vicino a Kemijärvi il 10 marzo. La Francia donò cinquanta Morane-Saulnier MS.406 (monoplano ad ala bassa, carrello retrattile, abitacolo chiuso e una velocità massima di 480 km/h a 5000 metri), privi però del cannoncino da 20 mm sparante attraverso il mozzo dell'elica ed armati con solo due mitragliatrici leggere nelle ali; di questi solo trenta raggiunsero, smontati, la Svezia dove furono riassemblati presso l'aeroporto di Malmö-Bulltofta da meccanici francesi e, con matricole finlandesi da MS-301 a MS-330, furono consegnati tra il 4 e il 29 febbraio 1940 e inquadrati nella squadriglia LLv 28. Il 17 febbraio il sottotenente T. Hyrkki abbatté un DB-3 sul velivolo MS-301. Parigi regalò anche ottanta caccia leggeri Caudron C.714, ma solo sei raggiunsero la Finlandia poco dopo la fine del conflitto. Il Regno Unito donò ventiquattro antiquati caccia biplani Gloster Gauntlet II e dieci Gloster Gladiator II (altri venti vennero invece venduti insieme a dodici bombardieri Bristol Blenheim IV). Invece, i Fiat G.50 comprati in Italia e spediti a mezzo ferrovia, vennero bloccati e rispediti indietro dalla Germania, in rispetto del trattato con l'Unione Sovietica; due esemplari del caccia italiano raggiunsero comunque la Finlandia nel dicembre 1939 e altri trenta via mare prima della fine della guerra. Fra i piloti volontari italiani si distinsero il sergente maggiore Diego Manzocchi, che morì in un incidente, e il tenente colonnello Giuseppe Cesaro. La Finlandia ordinò anche 44 caccia statunitensi Brewster F2A-1, facenti parte di un lotto originariamente destinato all'United States Navy, riequipaggiati con motori Wright Cyclone da 950 CV (che consentiva loro di toccare i 500 km/h) e armati con quattro mitragliatrici calibro 12,7 mm: furono consegnati – per ragioni diplomatiche – alla Svezia con la nuova designazione B-239, ma quando raggiunsero la Finlandia, insieme a dieci Hawker Hurricane ordinati in Gran Bretagna, era troppo tardi perché potessero partecipare ai combattimenti.

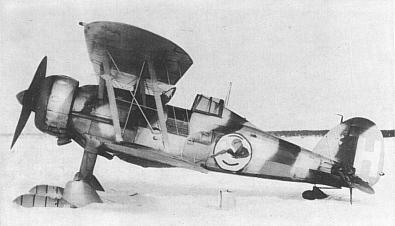
Gloster Gladiator della Flygflottilj 19

Mentre i reparti da bombardamento, data la scarsa consistenza numerica, poterono influire poco sulle operazioni aeree, la caccia finlandese fu invece attivissima e, in breve tempo, i Fokker D.XXI diventarono i protagonisti delle battaglie aeree sulla Finlandia, imponendosi tanto sui bombardieri quanto sui caccia sovietici. Contro un nemico numericamente molto superiore, ma deficitario nell'addestramento e poco motivato, i piloti finlandesi ottennero risultati eccezionali: il 1º dicembre furono abbattuti dieci bombardieri sovietici contro la perdita di un Fokker D.XXI e di un Bristol Bulldog; il 19 dicembre, dopo un periodo di stasi nelle operazioni aeree a causa delle cattive condizioni meteorologiche, i caccia finlandesi abbatterono ben tredici bombardieri e due caccia avversari senza perdite e quattro giorni dopo undici bombardieri contro una sola perdita; per la fine dell'anno l'LLv 24 aveva abbattuto 54 aerei nemici al prezzo di un solo aereo perso e di un altro danneggiato. La mattina del 6 gennaio 1940 diciassette DB-3M del 6º DBAP decollarono dall'Estonia per colpire la città di Kuopio. La prima ondata di nove aerei attaccò come previsto, ma la successiva formazione di otto velivoli sbagliò rotta ritrovandosi proprio nel raggio d'azione dell'LLv 24. Il Fokker D.XIII pilotato dal tenente Per-Erik Sovelius li intercettò e ne abbatté subito uno; i rimanenti sette riuscirono a scaricare le proprie bombe su Kuopio senza provocare danni rilevanti, ma nel viaggio di ritorno vennero attaccati dal tenente Jorma Sarvanto che, in soli quattro minuti, ne abbatté sei. Il settimo fu abbattuto ancora da Sovelius in prossimità della costa. Il 17 gennaio venticinque Tupolev SB vennero intercettati sulla Carelia perdendo nove aerei mentre i rimanenti riuscirono a tornare alle loro basi per quanto seriamente danneggiati. I caccia finlandesi solevano operare da basi disperse, con piste in neve battuta, o dalla superficie dei laghi ghiacciati usando sci al posto delle ruote del carrello. Da queste basi, quando una formazione nemica veniva individuata, i caccia finnici erano diretti via radio in modo da concentrarsi ed attaccare in massa. I piloti dei caccia erano stati istruiti a evitare il combattimento manovrato contro i più lenti ma più agili biplani sovietici I-15 e I-153, preferendo invece sfruttare la maggiore velocità dei loro Fokker. Tuttavia, data la sproporzione delle forze in campo, mentre i sovietici potevano facilmente rimpiazzare le perdite, le forze aeree da caccia finlandesi andarono inesorabilmente esaurendosi col passare dei giorni.

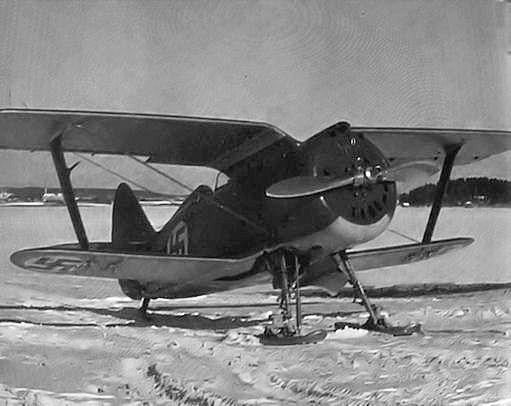
Polikarpov I-153 "Čajka" con le insegne finlandesi

I Gladiator forniti dai britannici cominciarono a essere impiegati tra la fine di gennaio e l'inizio di febbraio 1940 dai piloti della LLv 26 che, il 2 febbraio, riuscì a far precipitare un I-153 e due I-16. Il 13 febbraio, mentre la scorta di una formazione di bombardieri era impegnata dalla LLv 26, Lauri Lautamäki e il suo gregario riuscirono ad abbattere cinque Tupolev con i propri Gladiator; il 20 dello stesso mese fu abbattuto un altro Tupolev, al prezzo però del pilota che aveva ottenuto la vittoria. L'LLv 26 fu presente anche il 25 febbraio in una delle battaglie aeree più violente del conflitto risoltasi con l'abbattimento di cinque ricognitori Polikarpov R-5, due Gladiator distrutti e un terzo danneggiato dal fuoco degli I-153 di scorta che, assieme ai più temibili monoplani I-16, si dimostravano sempre più difficili da battere. Per questo motivo fu accelerato l'addestramento sui più performanti Fiat G.50; le prime vittorie con il caccia italiano giunsero il 26 febbraio, quando furono fatti precipitare un DB-3 e un I-16 a sud di Kouvola. In conseguenza delle forti perdite, i bombardieri sovietici vennero man mano dotati di blindature a protezione degli equipaggi, le missioni di bombardamento e appoggio tattico all'esercito furono progressivamente condotte sotto forte scorta di caccia e furono messi in linea sempre più numerosi reparti equipaggiati con i più moderni monoplani da caccia Polikarpov I-16. Dal punto di vista finlandese la giornata peggiore fu quella del 29 febbraio, quando sette caccia finnici vennero abbattuti sopra Immola dai caccia sovietici. Verso la fine del conflitto, la caccia finlandese si convertì con sempre maggiore frequenza nell'attacco al suolo, nel tentativo di rallentare l'avanzata sovietica.
Scrisse Eino Luukkanen, asso dell'aviazione finlandese:
Quando fu firmato l'armistizio, l'Ilmavoimat, che nel corso del conflitto era arrivata a schierare un totale di 287 aerei, dei quali 162 caccia, aveva perso in tutto 62 aerei, contro i 900 perduti dai sovietici. Di questi ultimi, 207 erano stati abbattuti dalla caccia, 314 dalla contraerea e i rimanenti risultavano persi in incidenti. Secondo i registri sovietici dell'epoca, comunque, la VVS aveva ottenuto 427 vittorie aeree contro la perdita di 261 velivoli. Dei circa sessanta piloti stranieri che supportarono la causa finlandese ne perirono nove: tre svedesi, quattro danesi, un italiano e un ungherese.

### Fonti
1. ↑  Venviläinen, p. 52.
2. 1 2 3 4 5 6 7 8 9 10 11 12  Enciclopedia dell'Aviazione, pp. 210-212.
3. 1 2 3 4 5 6 7 8 9 10 11  Hallion, pp. 112-117.
4. ↑  Venviläinen, p. 50.
5. ↑  Stenman, Keskinen, pp. 6-7.
6. ↑  Stenman, Keskinen, pp. 7-8.
7. 1 2  Stenman, Keskinen, p. 9.
8. 1 2  Stenman, Keskinen, p. 10.
9. ↑  Stenman, Keskinen, pp. 11-12.
10. ↑  Stenman, Keskinen, p. 14.
11. ↑  Stenman, Keskinen, p. 13.
12. ↑  Stenman, Keskinen, pp. 12-13.
13. ↑  Stenman, Keskinen, pp. 10-11.
14. ↑  Stenman, Keskinen, pp. 13-14.
15. ↑   Eino Luukkanen, Fighter over Finland: The Memoirs of a Fighter Pilot, Londra, William Green, MacDonald,  p. 75..
16. ↑  Stenman, Keskinen, p. 15.
17. ↑  (EN) Tapani Kossila, Foreign volunteers in the Winter War, su axishistory.com. URL consultato il 24 febbraio 2013.

### Annotazioni
1. ↑  Skorostnoj Bombardirovočnyj Aviacionnyj Polk, ovvero "reggimento aereo bombardieri veloci".
2. ↑  Istrebitel'nyj Aviacionnyj Polk, ovvero "reggimento aereo caccia".
3. ↑  Dal'nebombardirovočnyj Aviacionnyj Polk, ovvero "reggimento aereo bombardieri a lungo raggio".